# FC Twente (piłka nożna kobiet)
FC Twente – holenderski klub piłki nożnej kobiet, mający siedzibę w mieście Enschede, na wschodzie kraju, występujący od sezonu 2007/08 w rozgrywkach Vrouwen Eredivisie, a w latach 2012–2015 w nowo powstałej, transgranicznej lidze Belgii i Holandii (BeNe League).

## Historia
Chronologia nazw:
- 2007: FC Twente

Kobieca drużyna piłkarska FC Twente została założona w Enschede 21 stycznia 2007 roku jako kobieca sekcja klubu FC Twente i była jedną z pierwszych profesjonalnych holenderskich klubów piłkarskich.
W sezonie 2007/08 drużyna startowała w pierwszych profesjonalnych rozgrywkach Vrouwen Eredivisie. W debiutowym sezonie zespół zajął przedostatnie 5.miejsce. W Pucharze Holandii klub osiągnął dużo lepszy wynik, wygrywając trofeum. W następnym sezonie zespół znów był piąty, a w 2009/10 zajął czwartą lokatę. Dopiero w sezonie 2010/11 klub wspiął się na podium i to na najwyższy poziom. W sezonie 2011/12 spadł na drugą pozycję. W sezonach 2012/13, 2013/14 i 2014/15 rozgrywana była Women's BeNe League, w której doszło do połączenia belgijskiej First Division i holenderskiej Eredivisie. Drużyna trzykrotnie zdobywała mistrzostwo Holandii, i dwa razy tytuł mistrza zjednoczonej ligi i raz wicemistrzostwo ligi. Od sezonu 2015/16 ponownie rozgrywano osobne mistrzostwa Holandii w Vrouwen Eredivisie. Po raz kolejny klub zdobył zwycięstwo. W następnych latach zespół nie schodził z podium (poniżej drugiego miejsca) wygrywając mistrzostwa w sezonach 2018/19, 2020/21 i 2021/22.

## Barwy klubowe, strój, herb, hymn
|  |

Klub ma barwy czerwone. Piłkarki domowe spotkania zazwyczaj grają w czerwonych koszulkach, czerwonych spodenkach oraz czerwonych getrach.

## Sukcesy

### Trofea międzynarodowe
| \| \| Zdobyte trofea w rozgrywkach międzynarodowych (stan na: 31-05-2023) \| |                                                                     |      |                           |
| Rozgrywki                                                                    | Osiągnięcie                                                         | Razy | Sezon(y)                  |
| Liga Mistrzyń UEFA                                                           | zdobywca                                                            | 0    |                           |
| Liga Mistrzyń UEFA                                                           | finalista                                                           | 0    |                           |
| Liga Mistrzyń UEFA                                                           | 1/8 finału                                                          | 3    | 2015/16, 2016/17, 2019/20 |
| FIFA                                                                         | Zdobyte trofea w rozgrywkach międzynarodowych (stan na: 31-05-2023) |      |                           |

### Trofea krajowe
| \| \| Zdobyte trofea w rozgrywkach Holandii (stan na: 14-05-2024) \| |                                                             |      |                                                                                 |
| Rozgrywki                                                            | Osiągnięcie                                                 | Razy | Sezon(y)                                                                        |
| Mistrzostwo                                                          | I miejsce                                                   | 9    | 2010/11, 2012/13, 2013/14, 2014/15, 2015/16, 2018/19, 2020/21, 2021/22, 2023/24 |
| Mistrzostwo                                                          | II miejsce                                                  | 5    | 2011/12, 2016/17, 2017/18, 2019/20, 2022/23                                     |
| Mistrzostwo                                                          | III miejsce                                                 | 0    |                                                                                 |
| Puchar                                                               | zdobywca                                                    | 3    | 2007/08, 2014/15, 2022/23                                                       |
| Puchar                                                               | finalista                                                   | 1    | 2012/13                                                                         |
| Superpuchar                                                          | zdobywca                                                    | 2    | 2022, 2023                                                                      |
| Superpuchar                                                          | finalista                                                   | 0    |                                                                                 |
| Puchar Ligi                                                          | zdobywca                                                    | 3    | 2019/20, 2021/22, 2022/23                                                       |
| Puchar Ligi                                                          | finalista                                                   | 1    | 2020/21                                                                         |
| II liga                                                              | I miejsce                                                   | 0    |                                                                                 |
| II liga                                                              | II miejsce                                                  | 0    |                                                                                 |
| II liga                                                              | III miejsce                                                 | 0    |                                                                                 |
| Holandia                                                             | Zdobyte trofea w rozgrywkach Holandii (stan na: 14-05-2024) |      |                                                                                 |

### Inne trofea
- BeNe League:
  - mistrz (2x): 2012/13, 2013/14
  - wicemistrz (1x): 2014/15

- BeNe Super Cup:
  - finalista (1x): 2011

## Poszczególne sezony

### Rozgrywki międzynarodowe

#### Europejskie puchary
Klub 9 razy uczestniczył w rozgrywkach europejskich.

### Rozgrywki krajowe
| \| Holandia \| Bilans występów klubu w rozgrywkach piłkarskich Holandii (Stan na 31 maja 2023 r.) \| \| |                                                                                    |        |       |   |   |   |    |    |     |            |        |        |      |
| Poziom                                                                                                  | Rozgrywki                                                                          | Sezony | Mecze | Z | R | P | B+ | B– | Pkt | Lata       | Awanse | Spadki | Naj. |
| I | Hoofdklasse / Eredivisie                                                           | 16     |       |   |   |   |    |    |     | od 2007/08 | 0      | 0      | 1    |
| II | Topklasse                                                                          | 0      |       |   |   |   |    |    |     |            |        |        |      |
| III | Hoofdklasse                                                                        | 0      |       |   |   |   |    |    |     |            |        |        |      |
| | Puchar Holandii                                                                    | 15     |       |   |   |   |    |    |     | od 2007/08 | 0      | 0      | 1    |
| | Superpuchar Holandii                                                               | 2      |       |   |   |   |    |    |     | od 2022    | 0      | 0      | 1    |
| Holandia                                                                                                | Bilans występów klubu w rozgrywkach piłkarskich Holandii (Stan na 31 maja 2023 r.) |        |       |   |   |   |    |    |     |            |        |        |      |

## Piłkarki, trenerzy, prezydenci i właściciele klubu

### Trenerzy
- 2007–2011:  Mary Kok-Willemsen
- 2011–2012:  John van Miert
- 2012–2016:  Arjan Veurink
- 2016–2021:  Tommy Stroot
- 2021-2022:  Robert de Pauw
- od 07.2022:  Joran Pot

## Struktura klubu

### Stadion
Drużyna rozgrywała swoje mecze domowe (ligowe i pucharowe) w Enschede na boisku Sportpark Het Diekman, który może pomieścić 2.000 widzów oraz mecze międzynarodowe na stadionie De Grolsch Veste, który może pomieścić 30.200 widzów.

## Kibice i rywalizacja z innymi klubami

### Derby
- PEC Zwolle